# Гай Сулпиций Лонг
Гай Сулпиций Лонг (на латински: Gaius Sulpicius Longus) e политик на Римската република през 4 век пр.н.е.
Произлиза от клон Лонг на старата патриацианска фамилия Сулпиции. Внук е на Квинт Сулпиций Лонг (военен трибун 390 пр.н.е.).
През 337 пр.н.е. той е консул с Публий Елий Пет, през 323 пр.н.е. с Квинт Авлий Церетан и през 314 пр.н.е. с Марк Петелий Либон. През 319 пр.н.е. Сулпиций е цензор и през 312 пр.н.е. диктатор.